# Mark Henderson
Mark Andrew Henderson (14 november 1969) is een Amerikaans zwemmer.

## Biografie
Henderson won tijdens de Olympische Zomerspelen van 1996 in eigen land de gouden medaille op de 4x100m wisselslag. Henderson werd in 1991 en 1994 wereldkampioen op de 4x100m wisselslag.

## Internationale toernooien
| Jaar | Olympische Spelen                       | WK langebaan                            | Pan Pacs                             | Pan Ams                              | WK Kortebaan                                             |
| ---- | --------------------------------------- | --------------------------------------- | ------------------------------------ | ------------------------------------ | -------------------------------------------------------- |
| 1989 |                                         |                                         | 100m vlinderslag                     |                                      |                                                          |
| 1990 |                                         |                                         |                                      |                                      |                                                          |
| 1991 |                                         | 4e 100m vlinderslag · 4x100m wisselslag | 100m vlinderslag                     |                                      |                                                          |
| 1992 |                                         |                                         |                                      |                                      |                                                          |
| 1993 |                                         |                                         | 100m vlinderslag · 4x100m wisselslag |                                      | 100m vlinderslag · 4x100m vrije slag · 4x100m wisselslag |
| 1994 |                                         | 5e 100m vlinderslag · 4x100m wisselslag |                                      |                                      |                                                          |
| 1995 |                                         |                                         | 100m vlinderslag · 4x100m wisselslag | 100m vlinderslag · 4x100m wisselslag |                                                          |
| 1996 | 9e 100m vlinderslag · 4x100m wisselslag |                                         |                                      |                                      |                                                          |

1960: McKinney, Hait, Larson, Farrell ·
1964: Mann, Craig, Schmidt, Clark ·
1968: Hickcox, McKenzie, Russell, Walsh ·
1972: Stamm, Bruce, Spitz, Heidenreich ·
1976: Naber, Hencken, Vogel, Montgomery ·
1980: Kerry, Evans, Tonelli, Brooks ·
1984: Carey, Lundquist, Morales, Gaines ·
1988: Berkoff, Schroeder, Biondi, Jacobs ·
1992: Rouse, Diebel, Morales, Olsen ·
1996: Rouse, Linn, Henderson, Hall ·
2000: Krayzelburg, Moses, Crocker, Hall ·
2004: Peirsol, Hansen, Crocker, Lezak ·
2008: Peirsol, Hansen, Phelps, Lezak ·
2012: Grevers, Hansen, Phelps, Adrian ·
2016: Murphy, Miller, Phelps, Adrian  ·
2020: Murphy, Andrew, Dressel, Apple  ·
2024: Xu, Qin, Sun, Pan